# Sam Posey
Samuel Posey (Nova Iorque, Estados Unidos, 26 de maio de 1944) é um ex-automobilista norte-americano que participou do Grande Prêmio dos Estados Unidos de 1971 de Fórmula 1 e Grande Prêmio dos Estados Unidos de 1972.

## Resultados

### Fórmula 1[1]
(legenda) 
| Ano  | Nome Oficial da Equipe | Chassi | Motor                | 1   | 2   | 3   | 4   | 5   | 6   | 7   | 8   | 9   | 10  | 11    | 12   | Pontos | Posição  |  |
| ---- | ---------------------- | ------ | -------------------- | --- | --- | --- | --- | --- | --- | --- | --- | --- | --- | ----- | ---- | ------ | -------- |  |
|      |                        |        |                      |     |     |     |     |     |     |     |     |     |     |       |      |        |          |  |
|      |                        |        |                      | RSA | SPA | MON | NED | FRA | GBR | GER | AUT | ITA | CAN | USA   |      |        |          |  |
| 1971 | Team Surtees           | TS9    | Ford Cosworth DFV V8 |     |     |     |     |     |     |     |     |     |     | Ret F |      | 0      | NC       |  |
|      |                        |        |                      |     |     |     |     |     |     |     |     |     |     |       |      |        |          |  |
|      |                        |        |                      | ARG | RSA | SPA | MON | BEL | FRA | GBR | GER | AUT | ITA | CAN   | USA  |        |          |  |
| 1972 | Champcarr Inc          | TS9B   | Ford Cosworth DFV V8 |     |     |     |     |     |     |     |     |     |     |       | 12 F | 0      | NC (32º) |  |

### Resultados das 24 Horas de Le Mans[2]
| Ano  | Equipe                                 | Nº | Co-Pilotos                             | Chassi                | Pneus | Classe     | Voltas | Posição | Posição Na Categoria |
| Ano  | Equipe                                 | Nº | Co-Pilotos                             | Motor                 | Pneus | Classe     | Voltas | Posição | Posição Na Categoria |
| ---- | -------------------------------------- | -- | -------------------------------------- | --------------------- | ----- | ---------- | ------ | ------- | -------------------- |
| 1966 | Prototip Bizzarrini SAL                | 11 | Massimo Natili                         | Bizzarrini 5300GT     | D     | P +5.0     | 39     | DSQ     | DSQ                  |
| 1966 | Prototip Bizzarrini SAL                | 11 | Massimo Natili                         | Chevrolet 5.4L V8     | D     | P +5.0     | 39     | DSQ     | DSQ                  |
| 1969 | North American Racing Team             | 17 | Teodoro Zeccoli                        | Ferrari 275LM         | G     | S 5.0      | 329    | 8º      | 4º                   |
| 1969 | North American Racing Team             | 17 | Teodoro Zeccoli                        | Ferrari 3.3 L V12     | G     | S 5.0      | 329    | 8º      | 4º                   |
| 1970 | North American Racing Team             | 11 | Ronnie Bucknum                         | Ferrari 512S          | G     | S 5.0      | 313    | 4º      | 3º                   |
| 1970 | North American Racing Team             | 11 | Ronnie Bucknum                         | Ferrari 5.0L V12      | G     | S 5.0      | 313    | 4º      | 3º                   |
| 1971 | North American Racing Team             | 12 | Tony Adamowicz                         | Ferrari 512M          | G     | S 5.0      | 366    | 3º      | 3º                   |
| 1971 | North American Racing Team             | 12 | Tony Adamowicz                         | Ferrari 5.0L V12      | G     | S 5.0      | 366    | 3º      | 3º                   |
| 1972 | North American Racing Team             | 74 | Tony Adamowicz                         | Ferrari 365 GTB/4     | G     | GTS 5.0    | 304    | 6º      | 2º                   |
| 1972 | North American Racing Team             | 74 | Tony Adamowicz                         | Ferrari 4.4L V12      | G     | GTS 5.0    | 304    | 6º      | 2º                   |
| 1973 | North American Racing Team             | 6  | Milt Minter                            | Ferrari 365 GTB/4     | G     | GTS 5.0    | 254    | DNF     | DNF                  |
| 1973 | North American Racing Team             | 6  | Milt Minter                            | Ferrari 4.4L V12      | G     | GTS 5.0    | 254    | DNF     | DNF                  |
| 1975 | Hervé Poulain                          | 93 | Hervé Poulain Jean Guichet             | BMW 3.0CSL            | D     | TS         | 73     | DNF     | DNF                  |
| 1975 | Hervé Poulain                          | 93 | Hervé Poulain Jean Guichet             | BMW 3.5L I6           | D     | TS         | 73     | DNF     | DNF                  |
| 1976 | BMW Motorsport GmbH Alpina-Faltz       | 42 | Harald Grohs Baron Hughes de Fierlandt | BMW 3.5CSL            | G     | Gr.5 SP    | 299    | 10º     | 4º                   |
| 1976 | BMW Motorsport GmbH Alpina-Faltz       | 42 | Harald Grohs Baron Hughes de Fierlandt | BMW 3.5L I6           | G     | Gr.5 SP    | 299    | 10º     | 4º                   |
| 1977 | Grand Touring Cars Inc. Mirage Renault | 11 | Michel Leclère                         | Mirage GR8            | G     | Gr.6 S 3.0 | 58     | DNF     | DNF                  |
| 1977 | Grand Touring Cars Inc. Mirage Renault | 11 | Michel Leclère                         | Renault 2.0L Turbo V6 | G     | Gr.6 S 3.0 | 58     | DNF     | DNF                  |
| 1978 | Grand Touring Cars Inc.                | 10 | Jacques Laffite Vern Schuppan          | Mirage M9             | G     | Gr.6 S 3.0 | 293    | 10º     | 5º                   |
| 1978 | Grand Touring Cars Inc.                | 10 | Jacques Laffite Vern Schuppan          | Renault 2.0L Turbo V6 | G     | Gr.6 S 3.0 | 293    | 10º     | 5º                   |

### 500 Milhas de Indianápolis[3]
| Ano  | Equipe          | Chassi   | Motor       | Pneus | Largada | Final |
| 1972 | Champ Carr Inc. | Eagle 72 | Offenhauser | G     | 7º      | 5º    |
| ---- | --------------- | -------- | ----------- | ----- | ------- | ----- |